# 14328 Granvik
14328 Granvik este un asteroid din centura principală de asteroizi.

## Descriere
14328 Granvik este un asteroid din centura principală de asteroizi. A fost descoperit pe 8 noiembrie 1980 la Stația Anderson Mesa de Edward L. G. Bowell. Asteroidul prezintă o orbită caracterizată de o semiaxă mare de 2,78 ua, o excentricitate de 0,25 și o înclinație de 7,9° în raport cu ecliptica.